# Кравчук Василь Олексійович
Кравчук Василь Олексійович; Пенсійний фонд України, перший заступник Голови правління (з жовтня 2004); депутат Київської облради (з квітня 2006), голова постійної комісії комісії з питань соціально-економічного розвитку і безпеки.

## Життєпис
Н. 24.08.1948 (село Кривчунка, Жашківський район, Черкаська область); українець; батько Олексій Павлович (1916—1988) — механізатор; мати Ганна Павлівна (1916—1948) — обліковець; дружина Світлана Василівна (1948) — учитель СШ № 175 міста Києва; дочка Віта (1970) — учитель СШ № 175 міста Києва; син Ігор (1974) — лікар.
Освіта: Київський державний педагогічний інститут імені О. М. Горького, історичний факультет (1975), вчитель історії. Вища партійна школа при ЦК КПУ (1981). Українська сільськогосподарська академія, економічний факультет (1987), економіст сільськогосподарського виробництва.
- З 08.1966 — колгоспник, механізатор колгоспу ім. Чапаєва.
- 11.1967-12.1969 — служба в армії, Закавказ. ВОкр.
- 09.1970-04.1973 — учитель історії, Скибинська СШ.
- 04.1973-09.1975 — слюсар, Боярський машинобуд. з-д «Іскра».
- 09.1975-09.1979 — інструктор, зав. оргвідділу, Києво-Святошинський РК КПУ.
- 09.1979-08.1981 — слухач, ВПШ при ЦК КПУ.
- 08.1981-11.1983 — секретар, Києво-Святошинський РК КПУ.
- 11.1983-01.1997 — голова Києво-Святошинського райвиконкому, голова Києво-Святошинської райради нар. деп., голова Києво-Святошинської райдержадмін.
- 07.1997-10.2004 — заступник Голови правління Пенсійного фонду України.

Заслужений працівник соціальної сфери України (2002). Почесна грамота Кабінету Міністрів України (10.2003). Орден «За заслуги» III ст. (08.2008).
| українська персоналія | Це незавершена стаття про особу, що має стосунок до України. Ви можете допомогти проєкту, виправивши або дописавши її. |